# Szalonka
Szalonka – wieś w Polsce położona w województwie wielkopolskim, w powiecie kępińskim, w gminie Łęka Opatowska. Położona przy drodze krajowej nr 11 Poznań – Bytom, w pobliżu linii kolejowej Ostrów Wielkopolski – Kluczbork, ok. 13 km na południowy wschód od Kępna.
| SIMC    | Nazwa        | Rodzaj    |
| ------- | ------------ | --------- |
| 0203186 | Trzy Chałupy | część wsi |

W latach 1975–1998 miejscowość administracyjnie należała do województwa kaliskiego.